# 亞歷山大·帕爾烏斯
亚历山大·利沃維奇·帕尔乌斯（俄語：Алекса́ндр Льво́вич Па́рвус），本名伊斯雷尔·拉扎列维奇·格尔方德（俄語：Изра́иль Ла́заревич Ге́льфанд，1867年8月27日（9月8日）—1924年12月12日），犹太人，马克思主义理论家，青年土耳其党三大执政官穆罕默德·塔拉特帕夏、杰马尔帕夏、恩维尔帕夏的金主和政治顾问，还是近东地区的一大军火商。

## 生平
1867年，出生于俄国的铁匠家庭。1885年，赴苏黎世留学。1888年，进入瑞士巴塞尔大学学习政治经济学。1891年，获得博士学位，后加入德国社会民主党与罗莎·卢森堡结识。1900年，在慕尼黑与列宁首次相见，商讨出版《火星报》。1905年，参加俄国革命运动，之后和托洛茨基一起提出了不断革命论。1908年，到伊斯坦布尔居住并成立了一个军火贩卖公司，还担任青年土耳其党的财政和政治顾问。1912年，兼职土耳其日报Yurdu的主编。一战期间，通过贩卖军火，大发横财，大部分革命党人都与他决裂。十月革命后，帕尔乌斯曾请求加入苏维埃政府的工作，但被列宁和托洛茨基拒绝。1918年起脱离政治活动。1924年，去世，葬在柏林。

## 作品
- 《世界市场和农业危机》
- 《实践中的机会主义》